# Antonio Rossi (patriota)
Antonio Rossi (Governolo, 30 settembre 1835 – Siracusa, 1876) è stato un patriota italiano, partecipò alla Spedizione dei Mille di Garibaldi.

## Biografia
Si arruolò come volontario nel 6º Reggimento fanteria "Aosta" prendendo parte alla battaglia di San Martino del 24 giugno 1859. A 25 anni divenne garibaldino nella Spedizione dei Mille e promosso caporale nell'Intendenza generale.